# 静岡県政策推進局
静岡県政策推進局（しずおかけんせいさくすいしんきょく）は、静岡県に置かれている知事直轄の部局である。

## 概要
平成30年度の組織改編により、県の総合計画をより強力に推進するため、総合計画の進行管理を行う総合政策課（旧・総合計画課）と予算編成を担当する財政課を所管する組織として新設された。

## 組織
- 総合政策課
- 財政課